# Daulatpur (ort i Indien, Västbengalen)
Daulatpur är en ort i Indien.   Den ligger i distriktet Dakshin Dinajpur och delstaten Västbengalen, i den östra delen av landet, 1 200 km öster om huvudstaden New Delhi. Daulatpur ligger 37 meter över havet och antalet invånare är 7 620.
Terrängen runt Daulatpur är mycket platt. Runt Daulatpur är det tätbefolkat, med 550 invånare per kvadratkilometer. Det finns inga andra samhällen i närheten. Trakten runt Daulatpur består till största delen av jordbruksmark.